# Tania Mallet
Pour les articles homonymes, voir Mallet.
Tania Mallet est une mannequin et actrice britannique, née le 19 mai 1941 à Blackpool (Royaume-Uni) et morte le 30 mars 2019 en Angleterre (Royaume-Uni),.

## Biographie
Tania Mallet est née à Blackpool, dans le Lancashire, d'un père britannique, Henry Mallet, et d'une mère russe, Olga Mironoff. L'actrice Helen Mirren était sa cousine (la mère de Tania Mallet et le père d'Helen Mirren étaient frère et sœur). Tania Mallet a travaillé comme mannequin avant de devenir actrice. En 1961, elle fit la couverture de Vogue et apparut dans le documentaire de Michael Winner, Girls Girls Girls!
Tania Mallet est principalement connue pour avoir joué dans le troisième James Bond, Goldfinger, où elle incarne Tilly Masterson.
Elle meurt le 30 mars 2019 à l'âge de 77 ans.

## Filmographie

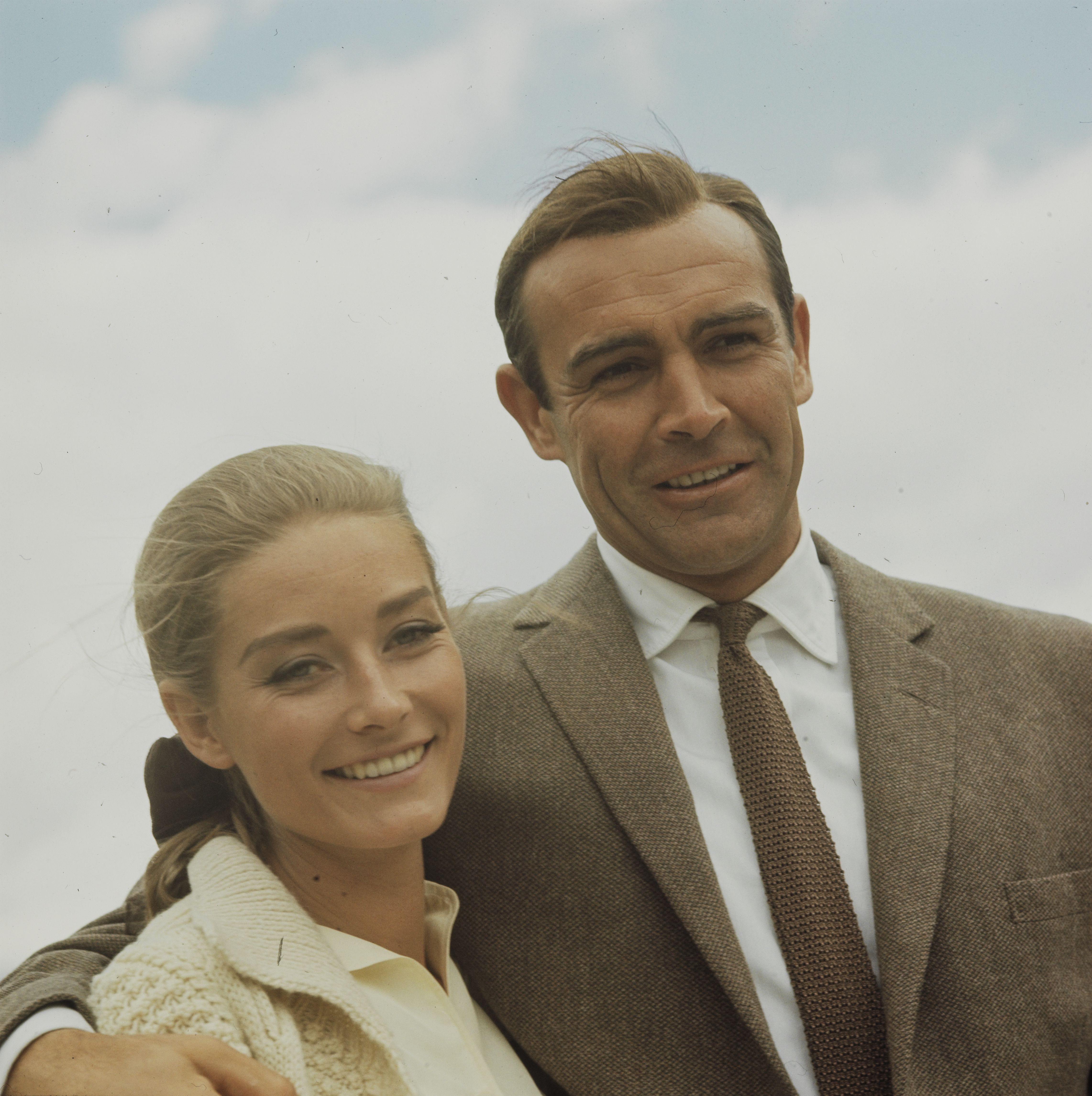
Tania Mallet avec Sean Connery lors du tournage de Goldfinger

- 1964 : Goldfinger de Guy Hamilton : Tilly Masterson
- 1976 :  Chapeau melon et bottes de cuir (1 épisode)